# ヒッパルキア

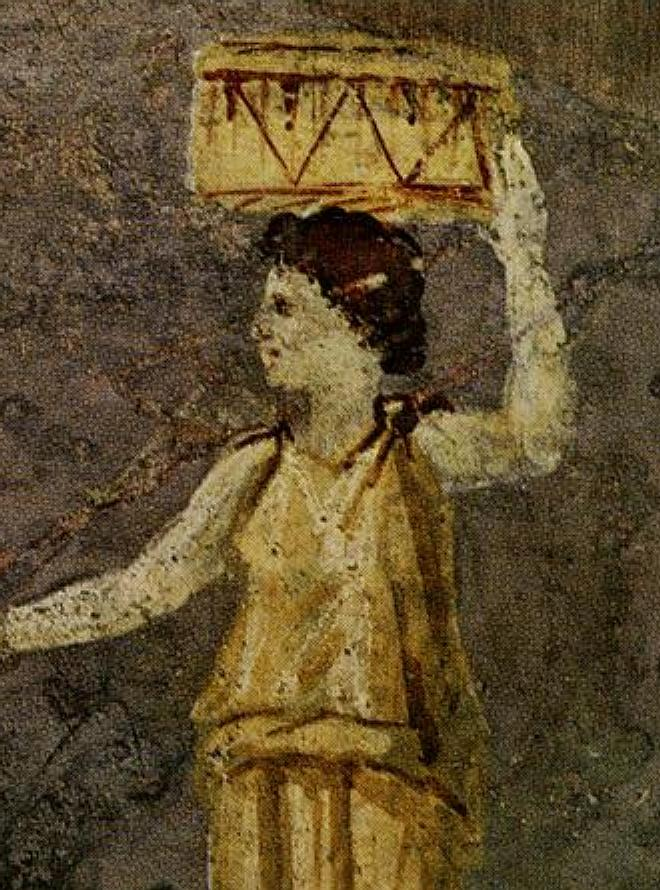
マローネイアのヒッパルキア。ヴィラ・ファルネジーナの壁画

マローネイアのヒッパルキア（ギリシア語:  Ἱππαρχία, 英語：Hipparchia）は、キュニコス派の哲学者で、紀元前325年頃に生きたテーバイのクラテスの妻。アテナイの通りで夫と同じ条件でキュニコス派的な貧困の暮らしをしたことで有名である。その生き方は、当時の立派な女性なら到底受け入れられない生き方だった。

## 生涯
ヒッパルキアは紀元前350年頃、トラキアのマローネイアで生まれた。
家族ともどもアテナイに移り、そこで兄弟のメトロクレスがキュニコス派の哲学者テーバイのクラテスの弟子になった。ヒッパルキアはクラテスに恋し、思いを募らせ、両親にもしクラテスと結婚を反対するのなら自殺すると言った。両親はクラテスに娘を思いとどまらせてくれるよう頼んだ。クラテスはヒッパルキアの前に立ち、服を脱いでこう言った。「花婿はここで、財産はこれだけだ」。ヒッパルキアはそれでも十分幸せで、クラテスが着ているものと同じ服を着てキュニコス派の生き方を受け入れ、どこへでもクラテスに連れ添って現れた。クラテスは二人の結婚を「cynogamy（犬の交尾）」と呼んだ。
夫婦はアテナイのストア・ポイキレ（彩色柱廊）の中に住み、アプレイウスなど後の著作家たちは、彼らが白昼堂々公然とセックスする好色本を書いた。
これはキュニコス派の恥知らずさ（en:Anaideia）に一致しているが、それはともかく、ヒッパルキアが男の服を着て、夫と同じ条件で生きることを選んだという事実だけで、十分アテナイ社会には衝撃的なことだった。
ヒッパルキアは少なくとも二人の子供をもうけた。娘とパシクレスという名前の息子である。ヒッパルキアがいつどのように死んだかはわかっていない。彼女の墓に刻むために書かれたのかも知れない、シドンのアンティパトロス（Antipater of Sidon）作と言われるエピグラムが残っている。

## 哲学

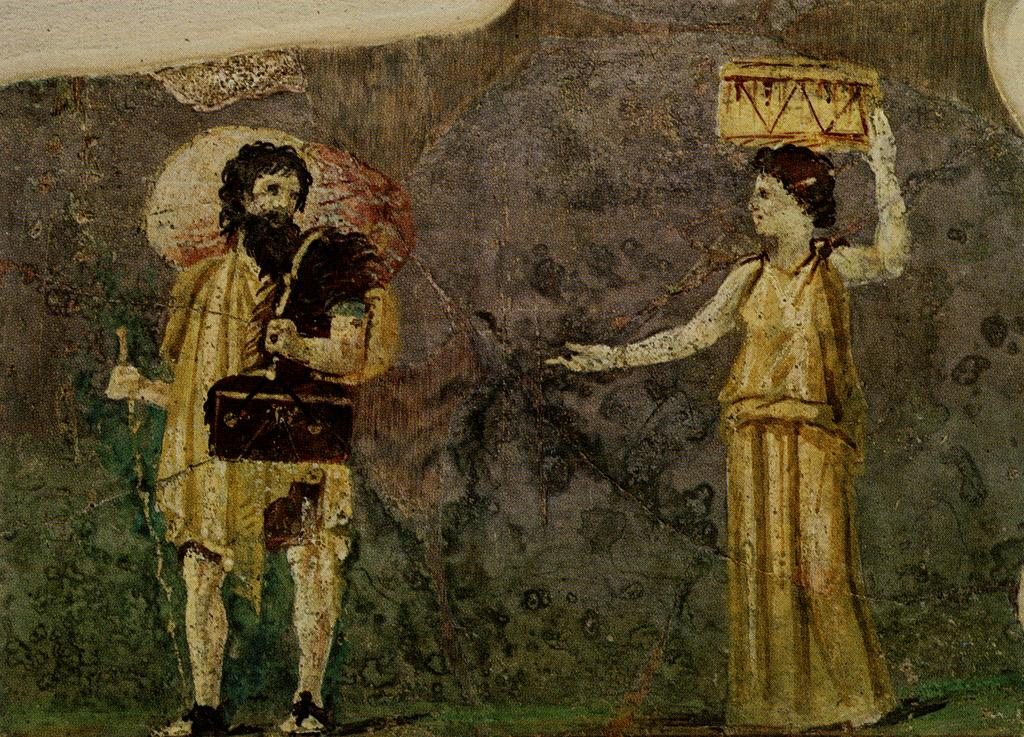
壁画全体。ヒッパルキア（右）が持ち物を頭上の箱にまとめ、クラテス（左）に近づいており、これからクラテスの妻として哲学的生活を送ることが示唆されている。

スーダ辞典には、ヒッパルキアがいくつかの哲学論文と無神論者のテオドロス（Theodorus the Atheist）に宛てたいくつかの手紙を書いたと伝えている。しかし、何も現存していない。テオドロスと会ったという記録は残っている。
ヒッパルキアはそのことで不快に思ったり、恥ずかしがったりしなかったと言われる。さらに、テオドロスはヒッパルキアにこう言った。「織機の杼を置き忘れた女性は誰ですか？」。ヒッパルキアはこう答えた。
そうした逸話以外には、ヒッパルキアの哲学については何も知られていないが、夫のクラテスと似ていたに違いない。そのクラテスはキティオンのゼノンの師であったことが知られている。ゼノンがストア派を発展させる中で、ヒッパルキアの影響を受けたとは言えないが、ゼノン自身の愛とセックスについての急進的な見解は（ゼノンの『Republic』にその証拠がある）もしかしたらクラテスとヒッパルキアの関係が基になっているのかも知れない。

## 後世への影響
ヒッパルキアの名声は疑いなく、哲学を実践し、夫と同じ条件で人生を送った女性という事実によるものであろう。どちらも古代のギリシア・ローマでは珍しいことだった。キュニコス派の生き方を選んだ女性は他にもいたが、ヒッパルキアの名のみが残っている。ヒッパルキアはディオゲネス・ラエルティオスの『ギリシア哲学者列伝（Lives and Opinions of Eminent Philosophers）』に取り上げられた唯一の女性哲学者であり、後の作家たちも魅了させ続けた。たとえば1世紀に書かれた一連の『Cynic Epistles』の中のいくつかは、クラテスからヒッパルキアにアドバイスが与えられたと主張している。